# Irena Gadaj
Irena Gadaj (ur. 1957 w Biłgoraju) – polska działaczka społeczna, inżynier, współzałożycielka i prezes zarządu Fundacji Fundusz Lokalny Ziemi Biłgorajskiej.

## Życiorys
Z wykształcenia inżynier włókiennictwa. Pracowała w Zakładach Dziewiarskich Mewa do początku lat 90., kiedy to straciła pracę w związku ze zwolnieniami grupowymi. W 1992 brała udział w powołaniu lokalnej organizacji pracodawców – Towarzystwa Gospodarczego. W 1994 została prezesem zarządu Biłgorajskiej Agencji Rozwoju Regionalnego, instytucji działającej w formie spółki akcyjnej i zajmującej się świadczeniem usług informacyjnych, doradczych, organizacją szkoleń, udzielaniem poręczeń.
W 1999 była jednym z fundatorów Funduszu Lokalnego Ziemi Biłgorajskiej, w 2001 objęła stanowisko prezesa zarządu tej organizacji. Fundacja ta zajęła się udzielaniem pomocy stypendialnej dla uczniów i studentów, wspieraniem realizacji programów z zakresu m.in. kultury, edukacji i zdrowia, promocją wolontariatu. Irena Gadaj uczestniczyła także w powołaniu społecznego przedsiębiorstwa społecznego dla osób długotrwale bezrobotnych. Została członkinią Ogólnopolskiej i Transatlantyckiej Sieci Funduszy Lokalnych, biłgorajskiego Forum Kobiet i Krajowego Stowarzyszenia Funduszy Doręczeniowych.
W wyborach w 2005 bez powodzenia jako bezpartyjna kandydatka ubiegała się o mandat poselski z listy Partii Demokratycznej. W 2011 prezydent Bronisław Komorowski odznaczył ją Krzyżem Oficerskim Orderu Odrodzenia Polski.